# Reprezentacja Etiopii w piłce nożnej mężczyzn
Reprezentacja Etiopii w piłce nożnej – kadra Etiopii w piłce nożnej mężczyzn. 
Jest zarządzana przez Ethiopian Football Federation, czyli Etiopski Związek Piłki Nożnej. Zespół Etiopii nigdy nie grał w Mistrzostwach Świata. Federacja Etiopii przystąpiła do FIFA w 1952 roku, a do CAF, czyli Afrykańskiej Federacji Piłkarskiej, w 1957. Nazywana The Walya Antelopes (Antylopy Walya).
Reprezentacja Etiopii zajmowała (2 stycznia 2014) 24. pozycję na kontynencie afrykańskim.
Obecnie selekcjonerem kadry Etiopii jest Ashenafi Bekele

## Sukcesy
- Puchar Narodów Afryki:

- 1 raz (1962)
- 1 raz wicemistrzostwo (1957)

- Puchar CECAFA:

- 4 razy (1987, 2001, 2004, 2005)

## Udział wMistrzostwach Świata
- 1930 – 1950 – Nie brała udziału (nie była członkiem FIFA)
- 1954 – Nie brała udziału
- 1958 – Wstęp niezaakceptowany przez FIFA
- 1962 – Nie zakwalifikowała się
- 1966 – Nie brała udziału
- 1970 – 1986 – Nie zakwalifikowała się
- 1990 – Nie brała udziału
- 1994 – Nie zakwalifikowała się
- 1998 – Nie brała udziału
- 2002 – 2022 – Nie zakwalifikowała się

## Udział wPucharze Narodów Afryki
- 1957 – II miejsce
- 1959 – III miejsce
- 1962 – Mistrzostwo
- 1963 – IV miejsce
- 1965 – Faza grupowa
- 1968 – IV miejsce
- 1970 – Faza grupowa
- 1972 – 1974 – Nie zakwalifikowała się
- 1976 – Faza grupowa
- 1978 – 1980 – Nie zakwalifikowała się
- 1982 – Faza grupowa
- 1984 – Nie zakwalifikowała się
- 1986 – 1988 – Wycofała się z eliminacji
- 1990 – Nie zakwalifikowała się
- 1992 – Wycofała się z eliminacji
- 1994 – 1998 – Nie zakwalifikowała się
- 2000 – Wycofała się z eliminacji
- 2002 – 2012 – Nie zakwalifikowała się
- 2013 – Faza grupowa
- 2015 – 2019 – Nie zakwalifikowała się
- 2021 – Faza grupowa
- 2023 – Nie zakwalifikowała się

## Selekcjonerzy
- 1960  Yidnekachew Tessema
- 1974-76  Peter Schnittger
- 1987 -  Mengistu Worku
- 1988-89 -  Klaus Ebbinghausen
- 1992-93 -  Kassahun Teka
- 1993  Gebregiorgis Getahun
- 1994-95 -  Kassahun Teka
- 1996 -  Seyoum Kebede
- 1997 -  Kassahun Teka
- 1998-2000 -  Seyoum Abate
- 2001 -  Asrat Haile
- 2002-03 -  Jochen Figge
- 2003 -  Seyoum Kebede
- 2003-04 - Asrat Haile
- 2004-07 -  Sewnet Bishaw
- 2008-10 -  Abraham Teklehaymanot
- 2010-11 -  Iffy Onoura
- 2011-11 -  Tom Saintfiet
- 2011-14 -  Sewnet Bishaw
- 2014-15 -  Mariano Barreto
- 2015-16 -  Yohannes Sahle
- 2016 -  Gebremedhin Haile
- 2017 -  Ashenafi Bekele
- 2018-20 -  Abraham Mebratu
- od 2020 -  Wubetu Abate